# Acrocercops lysibathra
Acrocercops lysibathra là một loài bướm đêm thuộc họ Gracillariidae. Nó được tìm thấy ở Bihar, Ấn Độ. Nó được miêu tả bởi Edward Meyrick năm 1916. Ấu trùng ăn Cordia latifolia và Cordia myxa.